# 叮砰巷

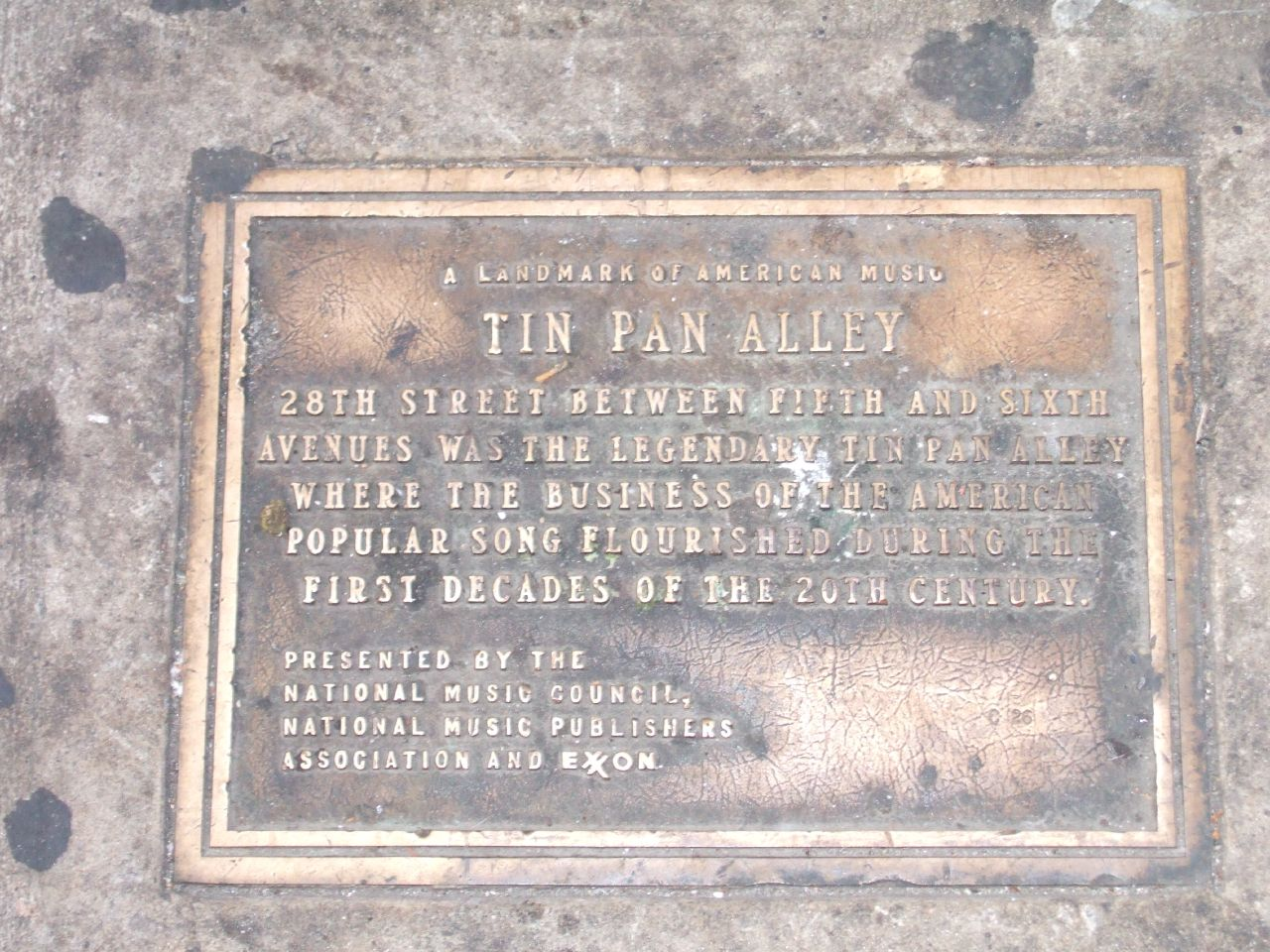
叮砰巷的名牌

叮砰巷（英語：Tin Pan Alley），也称錫盤街，是指以美国纽约市第28街为中心的音乐出版商和作曲家聚集地。叮砰巷因歌曲伴奏主要为钢琴，巷子里交织着的琴声宛如敲击錫盤而得此名。在19世纪末20世纪初，叮砰巷的作品几乎主宰了美国流行音乐。其后也用以指代那个年代的美国流行音乐。它的历史可以追溯到1885年，一群音乐出版商在纽约曼哈顿的一个地区纷纷开设唱片店。叮砰巷流行音乐是一种商业音乐，由专门的歌手负责演唱，歌曲主题也以爱情为主，充满浪漫情调，主要在美国白人之间流传。